# Tutto ciò che muore
Tutto ciò che muore (Every Dead Thing) è un romanzo dello scrittore irlandese John Connolly.
 Originariamente pubblicato nel Regno Unito nel 1999, è il primo romanzo del ciclo dedicato alle storie dell'investigatore Charlie Parker, detto Bird.

Nell'ambito del ciclo, il romanzo ad esso seguente è Il ciclo delle stagioni (Dark Hollow).

## Titolo
Il titolo del romanzo, letteralmente tradotto anche nella versione italiana, si ispira ad alcuni versi di John Donne, poeta inglese del XVI secolo, citati in apertura del romanzo stesso.
(John Donne, Notturno sopra il giorno di Santa Lucia, che è il più breve dell'anno (A Nocturnall upon St. Lucies day, Being the shortest day).)

## Incipit
(Traduzione dall'inglese di Stefano Bortolussi)

## Trama
Protagonista del romanzo è Charlie Parker, detto Bird, giovane poliziotto della Squadra Omicidi nel Dipartimento di New York. 
 Nella tarda serata del 12 dicembre 1996 Bird, dopo l'ennesima lite con la moglie Susan, esce dal suo appartamento di Brooklyn e va a fare ciò che in quel periodo gli riesce meglio: riempirsi di bourbon in un bar. 
 Quando rientra a casa, in quella che è ormai la notte fra il 12 e il 13 dicembre, si accorge subito che qualcosa non va; di lì a poco si trova a scivolare sul sangue della moglie e della figlioletta Jennifer di soli quattro anni: le due donna sono state massacrate e i loro corpi disposti in una macabra parodia della Pietà. 
 Per breve tempo Bird viene sospettato degli omicidi, ma poi si ritrova più semplicemente messo ai margini del mondo nel quale era vissuto: agli altri tutori dell'ordine la sua presenza ricorda spiacevolmente che nemmeno la famiglia di un poliziotto è mai veramente al sicuro. Inoltre cominciano a girare strane voci: Bird non è solo annientato dal dolore e dai rimorsi, ma anche pieno di rabbia e ferocemente proiettato nella sua ricerca dell'assassino, così si va dicendo che lo abbia già trovato e ucciso. Questo però non corrisponde alla verità, e l'indagine sulla morte di Susan e di Jennifer si perde gradualmente nell'incertezza. 
 Il tempo passa, arriva l'estate e poi di nuovo l'autunno. Molto lentamente Bird cerca di rimettere insieme i pezzi della sua vita: lascia il Dipartimento, smette di bere (con il robusto aiuto di una comunità di recupero) e pur senza avere una vera e propria licenza comincia a fare qualche lavoretto di investigazione, per riempire le proprie giornate e tenere lontana la tentazione del suicidio. Ogni tanto avverte la "presenza" di Susan e di Jennifer, fantasmi creati dai ricordi e dai sensi di colpa, eppure in qualche modo anche molto reali. 
 Va alla ricerca di un pregiudicato che si è sottratto alla condizionale, poi l'amico ed ex collega Walter Cole gli chiede di occuparsi della scomparsa di una ragazza: Catherine Demeter, fidanzata con il figliastro di Isobel Barton, una ricca vedova filantropa che vanta buoni agganci con il Dipartimento. 
 Questa indagine conduce Bird alla scoperta e infine alla soppressione di un giro di pedofilia violenta ai danni di bambini scomparsi: un orrore che durava da trent'anni e di cui era responsabile una donna insospettabile di nome Adelaide Modine. 
 L'investigatore in ogni caso non ha ancora accantonato l'indagine sulla morte di Susan e di Jennifer, né lo hanno fatto gli amici che lo affiancano e lo aiutano: Louis ed Angel, personaggi che vivono ed operano ai margini della criminalità, e Rachel Wolfe, la psicologa criminale che sin dall'inizio si era occupata del caso, la donna di cui lentamente Bird si innamora, ricambiato. 
 Dopo molti mesi, improvvisamente, arriva il primo labile indizio su cui si può provare a lavorare: nei dintorni di New Orleans vive tante Marie Aguillard, una vecchia santona nera e cieca che afferma di aver "udito" il richiamo di una ragazza morta, sepolta da qualche parte nelle paludi, uccisa con modalità che ricordano gli omicidi di Susan e di Jennifer. 
 Non è molto ma per Bird e per i suoi sarà abbastanza: in un crescendo di dubbi e nel moltiplicarsi di morti orripilanti, Bird riesce a trovare e ad uccidere l'assassino che tante Marie aveva battezzato "il Viaggiatore". È il responsabile della morte di Susan e di Jennifer, un mostro di impensabile identità che attraverso la costruzione di macabri memento mori, realizzati con i corpi delle sue vittime ad imitazione delle immagini di antiche stampe, ha cercato di insegnare al mondo la futilità della vita, dell'amore e dello stesso genere umano. 
 Bird rifiuta di accogliere questo messaggio, tuttavia la fine dell'indagine non è sufficiente a fargli davvero ritrovare la pace.
 Anche Rachel si allontana da lui: il loro rapporto, nato e sviluppatosi all'ombra di tanta violenza, per il momento la spaventa troppo.

## Personaggi
- Charlie "Bird" Parker. Figlio e nipote di tutori della legge, sarebbe a sua volta un ottimo poliziotto se il carattere non lo rendesse poco adatto a reggere il ruolo: la sua grande intelligenza investigativa non è affiancata dal necessario distacco. Beve perché si sente inadeguato e infelice. Già da un po', prima della tragedia, il suo matrimonio stava andando a rotoli per via dell'alcol e questo peggiorava il suo stato d'animo, inducendolo a bere ancora di più. 
 Dopo l'omicidio della moglie e della figlia gli rimangono rimorsi e sensi di colpa che per lungo tempo sarà capace di sfogare solo attraverso la violenza.

- Louis ed Angel. Sono gli amici e i complici di Bird in gran parte delle indagini che lo coinvolgono. Louis è un ex killer, nero, elegante e fortemente conservatore; il suo compagno Angel, ex scassinatore, è invece bianco, trasandato e sin troppo sarcastico.
 I due agiscono ai margini della criminalità, ma il loro movente principale non è più il denaro bensì il senso di giustizia.
- Rachel Wolfe. In veste di psicologa criminale incontra Bird durante l'indagine sull'omicidio di Susan e di Jennifer; in seguito si innamora di lui e i due iniziano una seria relazione che risulterà però costantemente minacciata dalle scelte morali e di vita dell'investigatore.
- Walter Cole. È stato il collega di Bird nella Squadra Omicidi del Dipartimento di New York. Più anziano di lui, era anche un grande amico, finché la violenza di cui Bird si è servito e si è circondato non ha causato il loro allontanamento.
- Adelaide Modine. È la donna responsabile della scomparsa e della morte di numerosi bambini, in un lunghissimo lasso di tempo. Per Bird scoprire il suo nome è relativamente facile; molto più difficile sarà trovarla e inchiodarla alle sue responsabilità.
- Woolrich. Agente dell'FBI, prima a New York poi a New Orleans, è amico di Bird da molto tempo. Come altri, lo affianca e lo aiuta nel corso dell'indagine sull'omicidio di Susan e di Jennifer. Professionalmente è capace e molto ambizioso; in ambito personale è invece un uomo infelice e travagliato da molti problemi.
- Marie Aguillard. È una vecchia signora nera e cieca che vive con la sua numerosa famiglia ai margini delle paludi che circondano New Orleans. Gode fama di santona e guaritrice; possiede una grande saggezza e una pari sensibilità che le permettono di "leggere" il cuore delle persone. 
 Il suo incontro con Bird è importante non solo ai fini delle indagini sull'omicidio di Susan e di Jennifer: la donna riuscirà in qualche modo a trasmettere a Bird anche la propria capacità di entrare in contatto con il mondo dei morti e degli uccisi, uno strano "dono" il cui peso non lo abbandonerà mai più.
- Il Viaggiatore. Così lo ha chiamato tante Marie perché si tratta di una creatura inquieta e sempre in movimento. 
È lui il responsabile della morte di Susan, di Jennifer e di molti altri: crede di essere una sorta di demone, di angelo caduto, il cui compito è dimostrare all'umanità la propria piccolezza e inutilità. In realtà è piuttosto un sociopatico che non esita a dare la morte nei modi più macabri e crudeli.

## Cronologia
Anche se il romanzo inizia in effetti in un tempo leggermente successivo, l'episodio fondamentale da cui la narrazione si dipana logicamente è l'omicidio di Susan e di Jennifer, la moglie e la figlia di Charlie Parker: scoperto nelle primissime ore del 13 dicembre 1996, è stato commesso verso le ore 21.30 della sera precedente.
 Le prime indagini coprono le due successive settimane di dicembre; poi la narrazione si estende nei mesi, sino alla tarda estate 1997.

## Critica letteraria
Questo primo romanzo del ciclo presenta alcuni aspetti peculiari che ritorneranno sostanzialmente inalterati anche nei successivi: le caratteristiche della tradizione hard-boiled - ovvero il detective narrante, la stratificazione della trama, la complessità dell'azione - riescono a fondersi in maniera omogenea con elementi diversi e più sfumati, al confine tra il reale e il soprannaturale.
 A proposito della complessità e della bipartizione che rende Tutto ciò che muore quasi l'equivalente di due romanzi in uno, a causa dell'intreccio fra la linea narrativa riguardante l'indagine sul Viaggiatore e quella riguardante l'indagine su Adelaide Modine, lo stesso autore ha affermato che si tratta del risultato di una scelta precisa, e del desiderio di mostrare i cambiamenti attraversati dal protagonista, il modo in cui le circostanze lo preparano allo scontro finale con l'avversario principale.

## Edizioni

### Edizione originale
- John Connolly, Every Dead Thing, Hodder & Stoughton, London, 1999

### Edizioni italiane
- John Connolly, Tutto ciò che muore, traduzione di Stefano Bortolussi, Rizzoli, 2000, pp. 464 - ISBN 88-17-86475-7
- John connolly, Tutto ciò che muore, traduzione di Stefano Bortolussi, Rizzoli, SuperPocket Best Thriller, 2001, pp. 480 - ISBN 88-462-0205-8
- John Connolly, Tutto ciò che muore, traduzione di Stefano Bortolussi, Rizzoli SuperBur, 2002, pp. 464 - ISBN 978-88-17-12887-2
- John Connolly, Tutto ciò che muore, traduzione di Stefano Bortolussi, Rizzoli, BUR Narrativa, 2004, pp. 464 - ISBN 978-88-17-12887-2
- John Connolly, Tutto ciò che muore, traduzione di Stefano Bortolussi, TimeCrime, Narrativa, 2015, pp. 480

### Altre edizioni
- John Connolly, Every Dead Thing, Simon & Schuster, New York, 2001
- John Connolly, Every Dead Thing, Mass Market Paperback, Pocket ed., 2009

### Edizioni audio
- John Connolly, Every Dead Thing (Cs). Formato: 4 audiocassette. Versione: ridotta. Lingua: inglese; lettore: Titus Welliver. Simon & Schuster Audioworks, New York, 1999

### Edizioni multimediali
- John Connolly, Every Dead Thing (Charlie Parker Series # 1). Formato: e-book scaricabile via Wi-Fi e 3G, pp. 480, 2000
- John Connolly, Every Dead Thing (Charlie Parker Series # 1). Formato: MP3 book. Versione: ridotta. Lingua: inglese; lettore: Titus Welliver, pp. 400, 2004
- John Connolly, Tutto ciò che muore. Formato e-book, pag. 480, TimeCrime, 2015